# 373P/Rinner
373P/Rinner è una cometa periodica appartenente alla famiglia delle comete gioviane. La cometa è stata scoperta il 28 novembre 2011 dall'astrofila francese Claudine Rinner.
Unica sua particolarità è di avere una MOID col pianeta Giove di sole 0,449 U.A.. Questa distanza è stata raggiunta l'11 maggio 1924 ed il 30 aprile 2007: futuri incontri a tale distanza potranno modificare sensibilmente l'orbita della cometa.